# VI. Bohemund antiochiai fejedelem
VI. Bohemund (1237 – 1275. március 11./május 11./július), franciául: Bohémond VI de Poitiers d'Antioche, Antiochia fejedelme és Tripolisz grófja III. Bohemund néven. I. Izabella és I. Hetum örmény királyok veje. A Poitiers-házból származott. II. Leó örmény király sógora.

## Élete
V. Bohemund antiochiai fejedelem és Caccamo-Segni Lúcia fia. Anyai nagyapja I. Pál segni gróf, III. Ince pápa unokaöccse volt. Házassága révén I. Izabella örmény királynő és I. Hetum örmény király veje lett, miután 1254 júniusában vagy októberében feleségül vette Szaven-Pahlavuni Szibilla örmény királyi hercegnőt, akitől négy gyermeket született.
1268-ban az egyiptomi seregek elfoglalták az Antiochiai Fejedelemséget. Az uralkodócsalád ekkor a szomszédos Tripoliszi Grófság székhelyén, Tripoliszban rendezkedett be, mivel 1187 óta az antiochiai fejedelmek a Tripolisz grófja címét is viselték.
1275. március 11-én, május 11-én vagy júliusban meghalt VI. Bohemund, és ekkor az özvegye, Szibilla fejedelemné vette át a régensséget kiskorú fiuk, VII. Bohemund nevében, amíg az el nem érte a nagykorúságot.

## Gyermekei
- Feleségétől, Szaven-Pahlevuni Szibilla (1240 körül–1290) örmény királyi hercegnőtől, 4 gyermek: 
  - Izabella (?–fiatalon)
  - Bohemund (1260/62–1287) címzetes antiochiai fejedelem VII. Bohemund néven és Tripolisz grófja IV. Bohemund néven, felesége Brienne-i Margit (–1328), Brienne-i Lajosnak, Beaumont-en-Maine algrófjának a lányaként I. János jeruzsálemi király unokája, gyermekek nem születtek
  - Lúcia (1265 körül–1299), Antiochiai címzetes fejedelemnője és Tripolisz grófnője I. Lúcia néven, férje II. Narjot de Toucy (1250 körül–1293), Laterza ura, Morea és Durazzo főkapitánya, a Szicíliai (Nápolyi) Királyság tengernagya, 1 fiú:
    - I. Fülöp  (1285 körül – 1300. január 17. után) címzetes antiochiai fejedelem, jegyese Anjou Eleonóra (1289–1341) nápolyi királyi hercegnő, II. Károly nápolyi király és Árpád-házi Mária magyar királyi hercegnő lánya, később feleségül ment II. Frigyes szicíliai királyhoz.

  - Mária (–1280 előtt), férje Saint-Omer-i II. Miklós thébai úr (–1294), Magyarországi Margit bizánci császárné unokája, gyermekek nem születtek